# Albert Knoke
Albert Knoke (* 13. April 1896 in Heiningen bei Wolfenbüttel; † 1960 in Hannover) war ein deutscher Maler.

## Leben
1941 gewann Albert Knoke in Hannover beim Wettbewerb „Niedersachsen am Werk“ den 1. Preis. 1942 nahm er an der Großen Deutschen Kunstausstellung in München teil, 1953 an der Dritten Deutschen Kunstausstellung in Dresden. Bei der Ausstellung „Dies ist unsere Stadt“ im Rahmen des Deutschen Städtetags 1955 erhielt er für sein Bild Georgstraße den 2. Preis der Stadt Hannover; den 1. Preis erhielt Hans Meyboden für sein Bild Hannover.
Albert Knoke beteiligte sich auch an der Kampagne gegen den Atomtod.
Er war der Vater des Künstlers Heinz Knoke, der sich als Maler jedoch autodidaktisch bildete.

## Bekannte Werke (Auswahl)
- Langholzfahrer (Öl, um 1942)[7]

- Königstraße (Öl auf Hartfaserplatte, 75 × 90 cm, 1957; im Besitz des Historischen Museums Hannover)[6]
- Hamburger Hafen (Öl auf Hartfaserplatte; 73 × 88 cm; im Besitz der Kunsthalle Rostock)
- Illustration Festbuch zur 725-Jahr-Feier der Stadt Quakenbrück. Herausgegeben von der Stadt Quakenbrück, Text und Gesamtbearbeitung durch Franz Hall, Kleinert, Quakenbrück 1960.[8]